# فنميلولا أوغندانا
فنميلولا أوغندانا (بالإنجليزية: Funmilola Ogundana) (26 ديسمبر 1980 - 8 فبراير 2013) كانت عدائة نيجيرية متخصصة في سباق 100 متر ولقد توفيت في 8 فبراير 2013 أثناء ولادتها لطفلها في أبوجا، نيجيريا.

## الإنجازات
| العام        | المسابقة              | المكان           | المركز       | حدث                    | ملاحظة                 |
| تمثل نيجيريا | تمثل نيجيريا          | تمثل نيجيريا     | تمثل نيجيريا | تمثل نيجيريا           | تمثل نيجيريا           |
| ------------ | --------------------- | ---------------- | ------------ | ---------------------- | ---------------------- |
| 1998         | بطولة العالم للناشئين | آنسي، فرنسا      | السابع       | 100m                   | 11.68 (wind: +1.7 m/s) |
| 1998         | بطولة العالم للناشئين | آنسي، فرنسا      | الثامن       | 200 متر                | 23.99 (wind: -1.1 m/s) |
| 2006         | ألعاب الكومنولث       | ملبورن، أستراليا | الرابع       | سباق التناوب 4x100 متر | 44.37                  |

### أفضل نتائجها
- 100 متر - 11.58 ثانية (2005)
- 200 متر - 23.56 ثانية (1998)
- 100 متر للحواجز - 14.17 ثانية (2007)